# Специјални резерват природе Горње Подунавље
Горње Подунавље је специјални резерват природе који се налази у Војводини. Резерват је остатак некадашњих пространих плавних предела Подунавља. Чине га неколико одвојених целина: Моношторски рит, Апатински рит и подручја Штрпца, Козаре и Карапанџе. Налази се на алувијалној равни и алувијалној тераси леве обале Дунава, на надморским висинама од 80 до 88 m са израженим микрорељефом, непосредно од границе са Мађарском до Богојева у дужини од 64 km и површини од 19,648 ha.
У протеклих 200 година, мелиорација подручја, посебно исушивање мочвара, смањила је некада широко распрострањене мочварне екосистеме у Панонском басену на неколико делова дуж главних река. У том периоду реке у бачком крају су претворене у канале. Застареле идеје претварања природних токова у канале без шљунка или песка у коритима урађене су наводно ради боље пловидбе и превенције поплава. Међутим, временом су десетине биљних и животињских врста нестале, па је чак и људска популација била погођена овим процесом: смањен је улов рибе, а подземне воде, које се користе за пиће, више се нису пречишћавале кроз тло.

## Положај
Подручје резервата је скуп водених и копнених екосистема. Највећу површину резервата заузимају ритске плавне шуме. Овакви очувани изворни биотопи ретко где се могу срести у Европи. Заједно са десном обалом, плавним подручјем у Барањи у Хрватској познатом по Копачком риту и плавним подручјем Карапанџа у Мађарској чини природну целину.

## Одлике
Геолошка грађа представљена је квартарним творевинама, које чине повлатни слој плиоценским седиментима. Земљишта су алувијално речни наноси, углавном рецентни свежи алувијум, на чијим деловима се сваке године врши ново таложење материјала приликом изливање Дунава. Јавља се и мочварно земљиште са слојем глеја у позадини, а на вишим деловима развијени су ритска црница и чернозем са флекама сланог земљишта. Дунав је својим током, заједно са својим рукавцима и поплавним водама дао основни печат Горњем Подунављу. Споро текући и завијајући гради рукавце, меандре, успорене токове, а разливајући се ритове, баре и мочваре. СРП „Горње Подунавље“ је значајан центар биодиверзитета. На богатство биолошке разноврсности указује висок степен диверзитета вегетацијских типова, који је представљен са 156 различитих синтаксономских јединица у оквиру 14 класа, 18 редова, 32 свезе и 51 биљне заједнице, које изграђује преко 1.000 биљних врста. Део овог богатства се огледа и у присуству 55 врста риба, 11 врста водоземаца, 9 врста гмизаваца, 230 врста птица и 51 врсте сисара, као и огроман број бескичмењака, од којих се издваја фауна лептира са преко 60 врста дневних лептира.

## Живи свет
Као једна од последњих интегралних поплавних равница Дунава, садржи нека од највреднијих мочварних станишта и стога је уточиште за многе врсте, које су својим животним циклусима инхерентно повезане са реком.

### Биљни живот
Природне шуме топола, храста и врбе и повремено поплављене влажне ливаде или бројне мртваје и мочваре, које су некада биле распрострањене у мочварама Дунава, данас су ретка и уситњена станишта. У дрвеће које расте у Горњем Подунављу је и јасен, док резерват насељавају и биљке као што су љубичица лимодор, жута перуника, европски бели локвањ, слатка заставица, жути локвањ зимски аконит, шаш, обична лечка, водена љубичица, трска, обична рогоза и обични кобиљи реп. Број биљних врста у резервату, преко 1.000, чини једну трећину свих биљних врста у Србији.

### Животињски живот
У резервату живи 20 врста водоземаца и гмизаваца и бројни бескичмењаци, укључујући преко 60 врста лептира. Горње Подунавље је станиште бројних рибљих врста које налазе идеалне услове за мрешћење у мрестовима и плитким јатима реке која извире, укључујући и критично угрожене врсте кечиге . Ово подручје је дом неким важним врстама као што су орао белорепан или црна рода, али и патка њорка  и евроазијска жлица. У резервату живи укупно 248 врста птица или 71% свих врста птица у Србији (349). Такође, насељавају га ретки и угрожени сисари попут европске видре и дивље мачке. Остали сисари су европски јазавац и јелен. У резервату се налази половина врста риба (50 од 98) и сисара (50 од 95 или 101, зависно од извора) регистрованих у Србији. Иако трпи одређени притисак бројних људских активности, ово подручје и даље остаје нетакнуто природно окружење за многе врсте које га насељавају.

## Заштита
Због својих изузетних природних вредности Горње Подунавље је 1989. године проглашено за међународно значајно станиште птица (ИБА), саставни је део потенцијалног резервата биосфере Драва-Мура и налази се на списку потенцијалних влажних подручја за упис на листу Рамсарске конвенције.